# 리퍼블릭 플라자 (덴버)

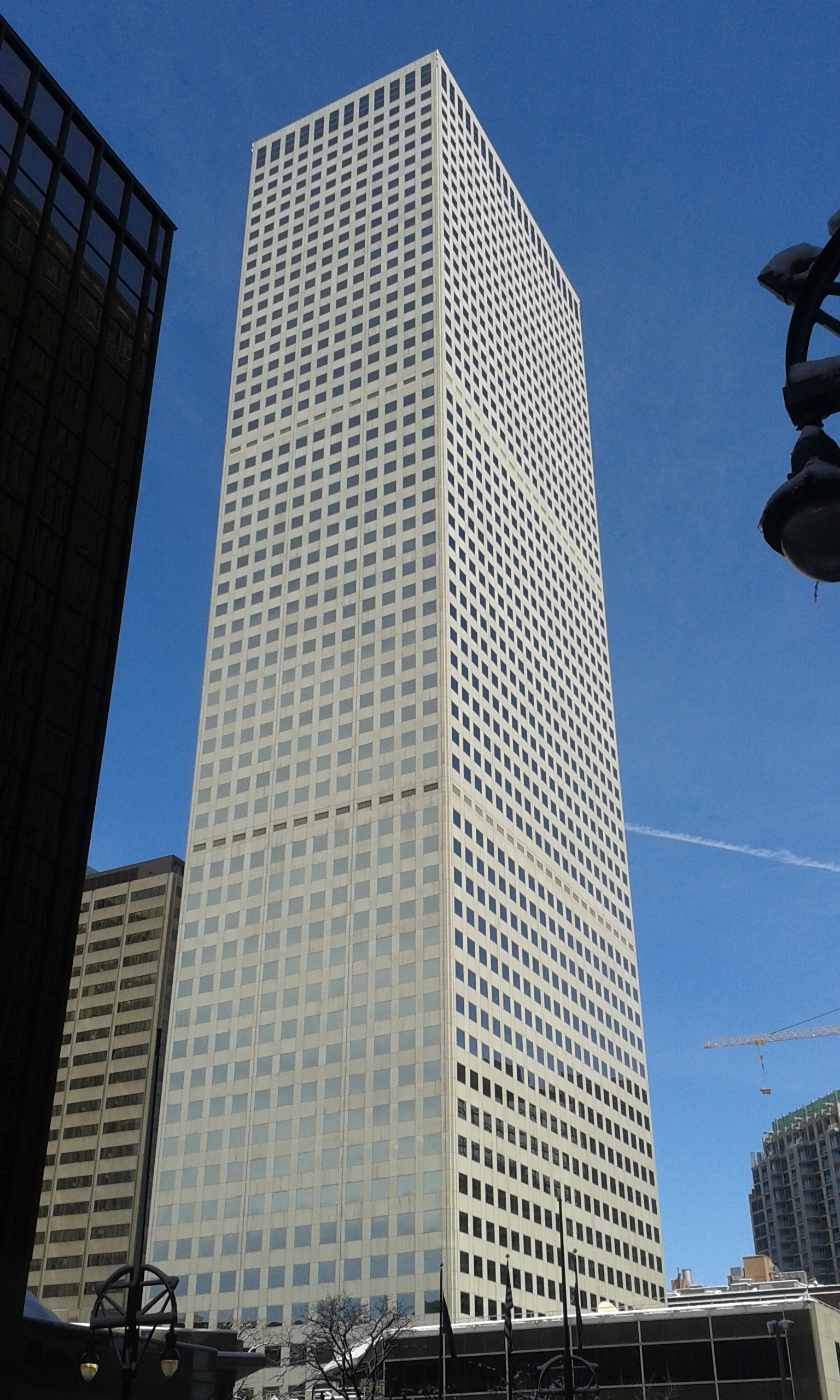
리퍼블릭 플라자

리퍼블릭 플라자(영어: Republic Plaza)는 미국 콜로라도주 덴버에 있는 고층 건물이다. 높이가 717피트 (219m)인 이 건물은 현재 덴버와 로키 산맥 지역 전체에서 가장 높은 건물이다. 1984년에 지어졌다. 56개 층으로 구성되어 있으며 대부분이 사무실로 사용된다. 현재 리퍼블릭 플라자는 미국에서 137번째로 높은 건물이다.